# Муниципальный стадион (Брага)
«Эшта́диу Мунисипа́л де Бра́га» (порт. Estádio Municipal de Braga, «Муниципальный стадион Браги», также известен как порт. Estádio da Pedreira) — футбольный стадион в Браге, Португалия. Является домашним стадионом местного футбольного клуба «Брага».
В 2004 году стадион был одной из арен чемпионата Европы по футболу, принимал два матча групповой стадии турнира: Болгария — Дания (0:2) и Нидерланды — Латвия (3:0).
Построен специально к чемпионату Европы 2004 года. Архитектором выступил будущий лауреат Притцкеровской премии Эдуарду Соту де Мора. По бюджету это один из самых дорогих португальских стадионов — он стоил португальским налогоплательщикам более 83 млн евро, по причине уникальности своей архитектуры — стадион расположен в нише, вырубленной в горной скале. С этим фактом связано и неофициальное название стадиона: порт. pedreira — каменный карьер. Этот 30-тысячный стадион имеет только две трибуны, крыша которых соединена параллельными стальными канатами.
Сборная Португалии провела на стадионе пять матчей, последний из которых в сентябре 2022 года.
Муниципалитет Браги рассматривает вопрос проведения местного референдума после выборов в октябре 2019 года с целью продать стадион и направить часть вырученных средств на реконструкцию Стадиона 1 мая.